# Olga Carmona
Olga Carmona García (Siviglia, 12 giugno 2000) è una calciatrice spagnola, difensore del Paris Saint-Germain e della nazionale spagnola.

## Biografia
È sorella minore di Francisco, anch'egli calciatore, difensore del Las Palmas. Suo padre è deceduto il 18 agosto 2023, due giorni prima di quando ha disputato la finale dei Mondiali. Dopo i festeggiamenti per la vittoria di questi ultimi, grazie proprio ad una sua rete, le è stata rivelata la triste notizia dai familiari.

## Carriera

### Club
Carmona si appassiona al calcio fin da giovanissima, tesserandosi con l'Agupación Deportiva Polideportivo Sevilla Este, la squadra del quartiere di Siviglia dove cresce con la famiglia, Nervión, all'età di 7 anni, iniziando a giocare con i maschietti nelle formazioni giovanili miste.
Poco dopo si trasferisce al Siviglia, facendo tutta la trafila nelle giovanili, ottenendo il titolo della Segunda Andaluza Femenina Juvenil, prima di essere aggregata, nel 2016 all'età di 16 anni, alla prima squadra femminile che disputa il campionato di Segunda División, condividendo con le compagne in questa stagione la promozione in Primera División. Nella sua stagione di debutto in Primera División, sotto la guida tecnica di Amparo Gutiérrez Horno, venne utilizzata in 25 incontri di campionato segnando 5 reti, il primo siglato al Levante nel pareggio per 5-5 alla 4ª giornata, risultando, nonostante la sua ancora giovane età, una delle giocatrici più importanti della squadra.
Le prestazioni espresse con il Siviglia attirarono l'attenzione di diversi club, tra i quali il Real Madrid, che dopo aver istituito la sua nuova squadra femminile fece numerosi acquisti per il suo debutto nella massima serie spagnola con l'obiettivo di diventare al più presto una delle squadre leader del paese. Olga fu uno dei nuovi acquisti del club madrileno dopo la fine del suo contratto con il club sivigliano ed essere identificata come una delle attaccanti più eccezionali e promettenti del campionato. Fu quindi selezionata come una delle finaliste nella sua posizione nel Fútbol Draft, che premia le migliori giovani calciatrici della stagione. Il suo debutto avvenne il 4 ottobre alla Ciudad Deportiva de Valdebebas contro le campionesse in carica del Barcellona, dove la maggiore esperienza dei catalani fece sì che la partita terminasse con una sconfitta per 0-4.
Nonostante questo, la squadra si è compattata e ha messo insieme una buona serie di risultati, in cui Olga è stata una delle protagoniste nonostante la difficile partenza, per finire al secondo posto. Sigla la sua prima rete con la nuova maglia alla partita, rinviata, della 4ª giornata di campionato, giocata il 9 dicembre contro il Levante a Buñol. Un'importante, e alla fine decisiva, vittoria in trasferta per 2-1, dopo i gol di Marta Cardona e Olga Carmona -la rete vincente-, che collocò la squadra al secondo posto provvisorio in classifica, all'interno dei posti disponibili per l'accesso alla UEFA Women's Champions League. Alla fine riuscì a segnare un totale di cinque gol, a cui aggiunse cinque assist, che permisero alla squadra di finire come seconda classificata in campionato e di qualificarsi all'edizione 2021-2022 per la massima competizione europea già alla sua prima stagione.

### Nazionale
Carmona inizia ad essere convocata dalla Federcalcio spagnola nel 2017, inizialmente per vestire la maglia della formazione Under-19 impegnata alle qualificazioni all'Europeo di Svizzera 2018. Sotto la guida del tecnico federale Pedro López fa il suo debutto nel torneo il 25 ottobre di quell'anno, nella pesante vittoria per 8-0 sulle pari età dell'Albania, andando a rete per la prima volta quattro giorni più tardi siglando una doppietta nella vittoria per 4-0 con l'Ucraina.
In quell'occasione López la impiega in 10 degli 11 incontri disputati dalla Spagna, con l'attaccante che parte titolare in 8 partite e, ottenuto l'accesso alla fase finale, va altre due volte a rete nella fase a gironi, nella vittoria sulla Svizzera per 2-0 e in quella con la Francia per 2-1, festeggiando infine con le compagne la conquista del 3º titolo continentale di categoria dopo aver superato di misura in finale la Germania con il risultato di 1-0.
Rimasta in quota anche per le successive qualificazioni all'Europeo di Scozia 2019, dopo aver marcato, a febbraio 2019, una presenza al Torneo di La Manga, disputa la fase élite delle qualificazioni al torneo UEFA, contribuendo nuovamente alla qualificazione della sua nazionale alla fase finale. López la impiega in tutti i tre incontri delle qualificazioni e in tutti i quattro della fase finale, dove la Spagna è costretta a fermare la sua corsa al titolo alle semifinali, superata ai tempi supplementari dalla Francia che poi andrà anche a conquistare il suo quinto titolo continentale. L'incontro perso con le francesi 3-1 è anche l'ultimo giocato da carmona con la maglia delle Rojas U-19.
Per indossare ancora la maglia della Spagna deve attendere il 2021, chiamata dal commissario tecnico Jorge Vilda in occasione della doppia amichevole del 9 e 13 aprile, rispettivamente con Paesi Bassi e Messico, debuttando in quest'ultima rilevando Bárbara Latorre al 65' per poi aprire le marcature un minuto più tardi, incontro concluso 3-0 per le spagnole. Da quel momento, tranne una singola presenza marcata con la Under-23 il 21 ottobre, nell'incontro vinto 4-1 con le pari età dell'Italia, Vilda la impiega con sempre maggiore frequenza, inserendola infine nella rosa delle giocatrici che disputano il gruppo B di qualificazione della zona UEFA al Mondiale di Australia e Nuova Zelanda 2023, manifestazione per la quale la Carmona viene convocata, e che viene vinto dalle spagnole, grazie ad un gol in finale della stessa Olga, che permette alle iberiche di sconfiggere 1-0 l'Inghilterra.

## Statistiche
Statistiche aggiornate al 30 maggio 2025.
| Stagione           | Squadra            | Campionato         | Campionato | Campionato | Coppe nazionali | Coppe nazionali | Coppe nazionali | Coppe continentali | Coppe continentali | Coppe continentali | Altre coppe | Altre coppe | Altre coppe | Totale | Totale |
| Stagione           | Squadra            | Comp               | Pres       | Reti       | Comp            | Pres            | Reti            | Comp               | Pres               | Reti               | Comp        | Pres        | Reti        | Pres   | Reti   |
| ------------------ | ------------------ | ------------------ | ---------- | ---------- | --------------- | --------------- | --------------- | ------------------ | ------------------ | ------------------ | ----------- | ----------- | ----------- | ------ | ------ |
| 2017-2018          | Siviglia           | PD                 | 25         | 5          | CR              | 0               | 0               |                    | -                  | -                  |             | -           | -           | 25     | 5      |
| 2018-2019          | Siviglia           | PD                 | 30         | 2          | CR              | 3               | 0               |                    | -                  | -                  |             | -           | -           | 33     | 2      |
| 2019-2020          | Siviglia           | PD                 | 20         | 0          | CR              | 2               | 0               |                    | -                  | -                  |             | -           | -           | 22     | 0      |
| Totale Siviglia    | Totale Siviglia    | Totale Siviglia    | 75         | 7          |                 | 5               | 0               |                    | -                  | -                  |             | -           | -           | 80     | 7      |
| 2020-2021          | Real Madrid        | PD                 | 28         | 5          | CR              | 1               | 0               |                    | -                  | -                  |             | -           | -           | 29     | 5      |
| 2021-2022          | Real Madrid        | PD                 | 28         | 2          | CR              | 3               | 1               | WCL                | 8                  | 3                  | SS          | 1           | 0           | 40     | 6      |
| 2022-2023          | Real Madrid        | PD                 | 26         | 3          | CR              | 4               | 0               | WCL                | 8                  | 1                  | SS          | 1           | 0           | 39     | 4      |
| 2023-2024          | Real Madrid        | PD                 | 27         | 6          | CR              | 1               | 0               | WCL                | 7                  | 2                  | SS          | 1           | 0           | 36     | 8      |
| 2024-2025          | Real Madrid        | PD                 | 26         | 5          | CR              | 4               | 0               | WCL                | 10                 | 0                  | SS          | 2           | 0           | 42     | 5      |
| Totale Real Madrid | Totale Real Madrid | Totale Real Madrid | 135        | 21         |                 | 13              | 1               |                    | 33                 | 6                  |             | 5           | 0           | 186    | 28     |
| Totale carriera    | Totale carriera    | Totale carriera    | 210        | 28         |                 | 18              | 1               |                    | 33                 | 6                  |             | 5           | 0           | 266    | 35     |

## Palmarès

### Club
- Campionato spagnolo di seconda divisione: 1

Siviglia: 2016-2017 (Gruppo IV)

### Nazionale
- UEFA Women's Nations League: 1

2023-2024
- Campionato mondiale: 1

2023
- Campionato d'Europa under 19: 1

2018

## Nella cultura di massa
Il 1º novembre 2024 esce in esclusiva Netflix il documentario Se acabó: Diario de las campeonas, a cui Carmona prende parte insieme ad altre sette sue compagne della nazionale spagnola campionessa del mondo 2023, oltre a due calciatrici che avevano rifiutato la convocazione al Mondiale, con l'intenzione di denunciare il sistema di maltrattamenti e molestie all'interno della selezione femminile. Ad alzare pubblicamente il polverone, nel 2023, fu il bacio non consensuale dato dall'ex presidente della Federazione calcistica della Spagna Luis Rubiales alla calciatrice Jennifer Hermoso, durante i festeggiamenti del 20 agosto immediatamente successivi alla vittoria del titolo contro l'Inghilterra, oltre a una lettera firmata nei giorni precedenti al ritiro da diverse calciatrici spagnole e finalizzata all'esonero di Jorge Vilda, commissario tecnico ritenuto gravemente incapace.

## Filmografia

### Televisione
- Se acabó: Diario de las campeonas - docufilm (2024)